# Lilian Goligorsky
Lilian Goligorsky (n. en Buenos Aires) es una escritora y periodista argentina.

## Carrera
Licenciada en Letras. Se desempeñó como periodista y en publicidad, colaborando en varios medios gráficos. También ejerció esta profesión en Barcelona, (donde vivió entre 1978 y 1991) y en Uruguay (se radicó en Montevideo en 1991).

## Obra
Su obra forma parte de numerosas antologías.
- 1975 - De gente adulta (cuentos)
- 1982 - Miedo de aterrizar (novela)
- 1995 - Esa maldita nostalgia (novela)
- 1990 - Historias curiosas de la gastronomía
- 1995 - Para entender de gastronomía
- 2007 - Cocina para solos y solas

## Premios
- 1982 - Premio Playboy al cuento erótico
- 1984 - Finalista del premio Herralde de novela
- 2005 - Finalista del concurso de Banda Oriental